# メリディアン (ミシシッピ州)
メリディアン（英: Meridian）は、アメリカ合衆国ミシシッピ州東部の都市。ローダーデール郡の郡庁所在地である。人口は3万5052人（2020年）。メリディアン都市圏の中核である。州都ジャクソンの東150キロメートルに位置している。
1860年、モービル・アンド・オハイオ鉄道とサザン鉄道の交差点に設立され、交通結節点として発展した。しかし、南北戦争中のメリディアンの戦いでは市内の多くの建物が北軍ウィリアム・シャーマン将軍の軍隊によって破壊された。
戦後に再建されたメリディアンは「金ぴか時代」に入り、1890年から1930年の間はミシシッピ州最大の都市であり、南部における製造業の中心だった。最盛期、ユニオン駅には1日44本の列車が出入りしたが鉄道の衰退と共に市の経済活動も鈍化した。
今日のメリディアンは医療、軍事などの分野に多様化し、製造業が最大の雇用主である。ユニオン駅にはメリディアン・トランジットシステム、アムトラック、グレイハウンドバス、トレイルウェイズなど各種交通手段が集まる所となり、年間平均242,360人が利用している。
市域にはメリディアン海軍航空基地とキー飛行場という2つの軍事施設があり、周辺地域に4,000以上の職を提供している。メリディアン海軍航空基地には地域麻薬対抗訓練学校と、州内では初の国土安全保障局がある。キー飛行場は1935年に滞空飛行の世界記録を樹立したフレッド・キーとアル・キーの兄弟から名付けられた。現在は空軍州兵の第186空中給油航空団が駐屯し、陸軍州兵第185航空旅団の支援施設がある。ラッシュ・ファンデーション病院が2,610人を雇用しており、非軍事では最大の地域雇用主である。
市内に多くある芸術組織と歴史ある建物として、ライリー・センター、メリディアン美術館、メリディアン小劇場、メリディアン交響楽団がある。黒人用と白人用の2つのカーネギー図書館があった。住民は国内で唯一黒人のために建てられたカーネギー図書館としてアフリカン・アメリカン図書館を建設するための組織を作った。市はミシシッピ芸術と娯楽センターの立地に選ばれている。「カントリー・ミュージックの父」ジミー・ロジャーズがメリディアンで生まれた。ハイランドパークには、ロジャーズの人生と経歴を記念する博物館があり、蒸気機関時代から鉄道設備の展示もある。この公園にはアメリカ合衆国国定歴史建造物となっているハイランドパーク・デンツェル回転木馬があり、世界でも唯一の2列に固定された動物乗り物がある。その他著名な出身者としては、1986年のミス・アメリカであるスーザン・エイキン、1964年のミシシッピ公民権運動殺人で犠牲者になったジェイムズ・チェイニー、メリディアン市内に本社を置く楽器用アンプメーカーのピーヴィー創業者、ハートリー・ピーヴィーがいる。連邦裁判所では1966年から1967年にチェイニー他3人の活動家殺人事件の容疑者に対する裁判が行われた。この裁判では、白人の陪審員が公民権運動家の殺害で初めて白人を有罪にしたケースとなった。

## 歴史

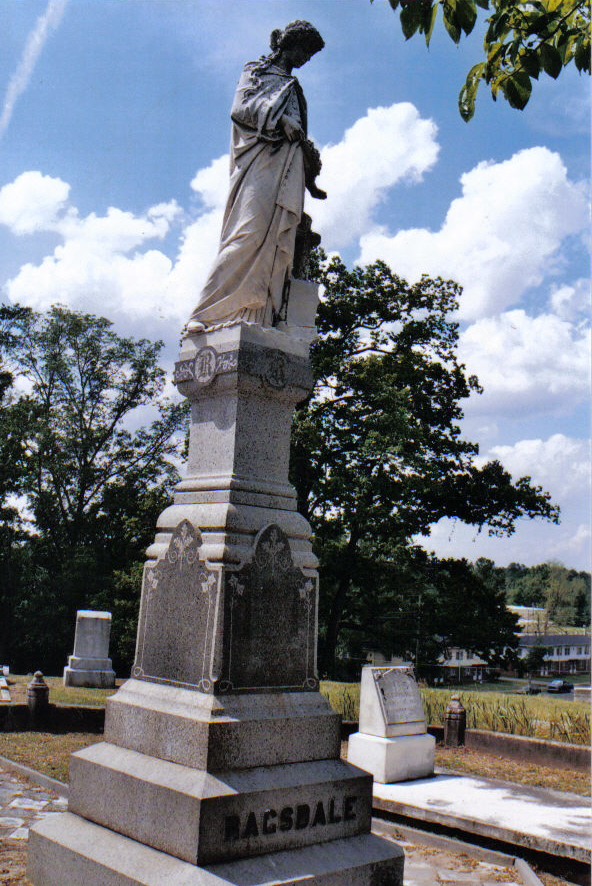
メリディアン設立者の一人、ルイス・A・ラグズデールを顕彰するローズヒル墓地の記念碑

メリディアンとなった地域にはチョクトー族インディアンが住んでいたが、1830年のダンシング・ラビット・クリーク条約の条件に従い、アメリカ合衆国が取得した。この条約が批准された後、ヨーロッパ系アメリカ人開拓者が地域に入ってくるようになった。メリディアン最初の開拓者であるリチャード・マクルモアは、約2,000エーカー (8.1 km2) の土地を連邦政府から払い下げられ、地域により多くの開拓者が入ってきて発展を促すよう、新参者に無償で土地を提供し始めた。1853年、マクルモアの土地の多くをアラバマ州の弁護士ルイス・A・ラグズデールが購入した。ケンパー郡の商人ジョン・T・ボールが残っていた80エーカー (0.32 km2) を購入した。ラグズデールとボールは市の設立者として知られており、それぞれの土地が開発されるように区画割りを始めた。
町の名前については多くの競合があった。ボールなど産業指向の住人は、メリディアンが「接続点」と同義語だと考えてこれを支持した。農業指向の住人は近くのクリークの名前である「ソワシー」（インデァインの言葉で「狂った川」）を支持した。ラグズデールはラグズデールシティを提案した。ボールがモービル・アンド・オハイオ鉄道のために駅舎を建設し、その駅名表示は「メリディアン」と「ソワシー」を毎日入れ替えた。鉄道の発展が続き、鉄道労働者が支配的になり、駅には「メリディアン」を恒久的に残すようになった。1860年2月10日、町はメリディアンとして公式に法人化された。

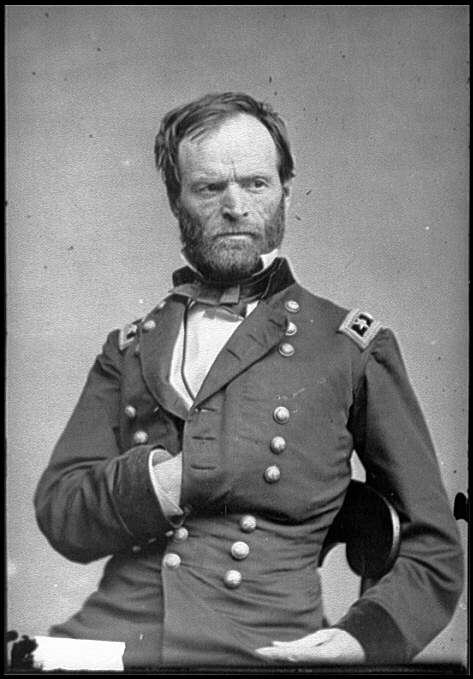
北軍のウィリアム・シャーマン将軍、1864年にメリディアンに侵攻した

1861年に南北戦争が始まったとき、メリディアンは小さな村だった。鉄道の接続点という戦略的な位置にあったことで、戦争のために幾つか軍事施設が建設された。1864年のメリディアンの戦いでは、ウィリアム・シャーマン将軍が部隊を率いて市内に入り、あらゆる方向の鉄道を破壊し、武器庫1つ、多くの倉庫を破壊して、地域の大半を灰燼に帰させた。シャーマンは後に、「メリディアン、そこの駅、倉庫、武器庫、病院、事務所、ホテル、野営地はもはや存在しない」と語ったとされている。市内の鉄道は破壊されたが、急速に修復され、戦闘から26労働日後には運行が再開された。戦後のレコンストラクション時代には人種関係が緊張したままであり、多くの企業に損害を与えた火事の後には1871年の人種暴動が起こった。
南北戦争の後の町は好景気となり、1880年から1910年には「金ぴか時代」を経験した。地域の鉄道は、輸送手段と工業の流入手段を提供し、人口増となった。人口が増えると、中心街での商業活動が活発になった。1890年から1930年、メリディアンはミシシッピ州最大の都市であり、南部の製造業の中心だった。市内の歴史ある建築物の多くはこの時期と、その直後に建設された。例えば1890年建設のグランド・オペラ・ハウス、1894年建設のウェクスラー学校、1913年建設の2つのカーネギー図書館、1929年に建設され市内最高の高さであるスリーフット・ビルディングがある。

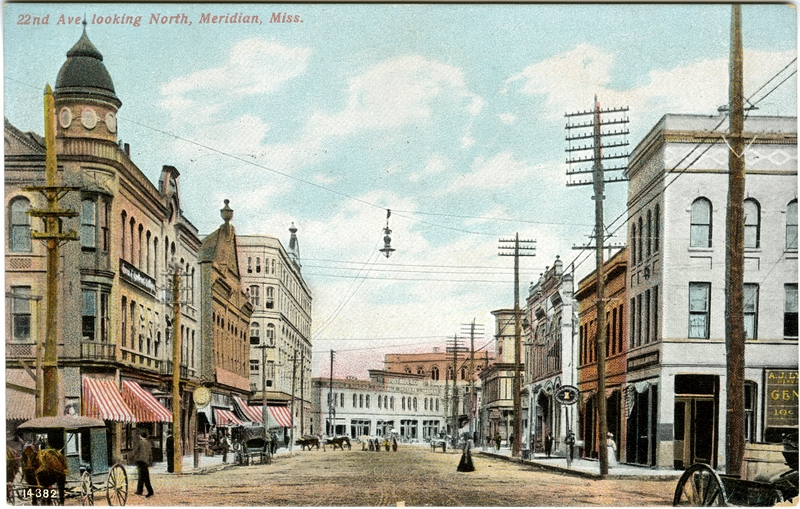
1900年代初期のメリディアン中心街、22番アベニューと4番通りの交差点近くを北向きに撮影

1913年には90の新しい工場を誘致した市政府の努力や、1920年代には自動車産業の隆盛もあって、メリディアン市は成長を続けた。1929年に株式市場が崩壊し、世界恐慌が続いたが、市は新事業を誘致し続けた。恐慌の間は現実逃避が文化の主流となり、「普通の人に贅沢な暮らしを提供」するためのS・H・クレス & Co.のビルが中心街にオープンした。映画館に使われたテンプル劇場もオープンした。公共事業促進局の事業として、1933年に連邦裁判所が建設された。
世界恐慌の末に経済成長が短期間鈍化した後、アメリカ合衆国は第二次世界大戦に参戦し、鉄道の重要性を再認識させた。軍用車両を造るために、鉄道はガソリンと鉄くずを運ぶために基本的なものであり、メリディアンは地域鉄道の中心に復帰した。この新たな繁栄は1950年代まで続き、その後は自動車と州間高速道路体系が旅客鉄道を凌ぐようになった。鉄道産業の衰退は重大な職の喪失に繋がり、労働者が地域を離れたので人口が減少した。
1960年代の公民権運動の時代、メリディアンには連邦組織の委員会事務所など活動家の組織があった。ジェイムズ・チェイニーなど地元住人、マイケル・シュワーナーと妻のリタ、北部からのボランティアであるアンドリュー・グッドマンが、地域のアフリカ系アメリカ人が選挙権を取り戻せるよう準備するためにコミュニティセンターを創設していた。地域の白人はこの運動に不満であり、人種間の緊張は暴力沙汰になることが多かった。1964年6月、チェイニー、シュワーナー、グッドマンの3人が、ネショバ郡に行って、爆発され燃やされた黒人教会のメンバーと会った。この3人はメリディアンに戻ってきていたその夜に行方不明となった。2か月後3人の遺体が土盛りダムに埋められているのが発見された。
副保安官1人を含む7人のクランズがメリディアンの連邦裁判所で「犠牲者から公民権を奪った」容疑で有罪となり、ミシシッピ公民権活動家殺人事件では3人が無罪となった。この裁判では、白人の陪審員が「公民権運動家の殺害で初めて白人役人」を有罪にしたケースとなった。2005年、この裁判を州が再開し、初めて告発があった。エドガー・レイ・キルンが故殺罪で有罪となり、60年間の禁固刑を宣告された。メリディアンは49番アベニューの一部にチェイニーの名前を付け、毎年記念行事を行うことでその栄誉を称えている。

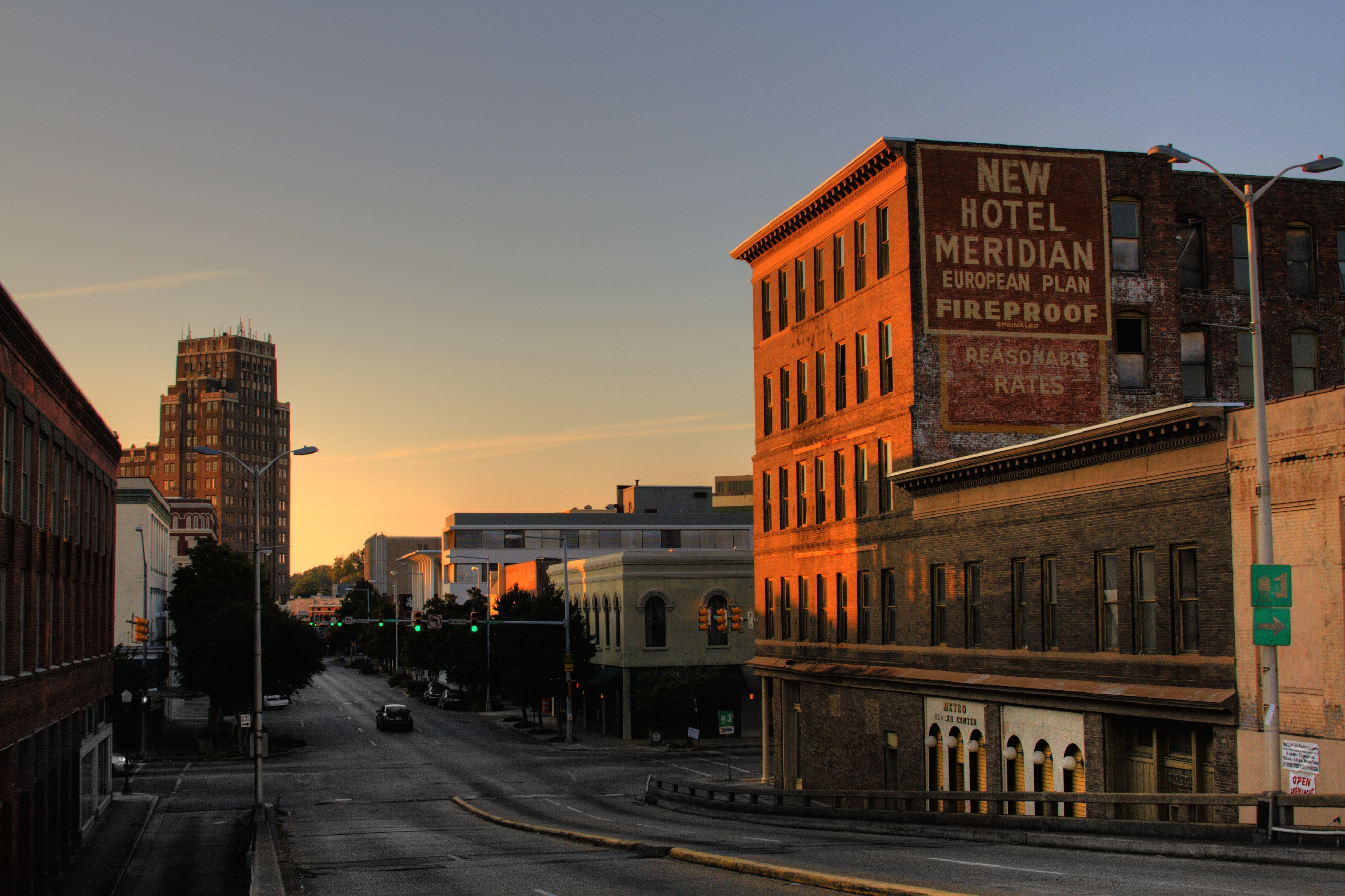
22番アベニュー橋から中心街を望む、2008年撮影。ホテル・メリディアンはこの後で解体された

1960年代から、住民は中心街の北にある新しい小区画を好み、中心街から出て行くようになった。商店が中心街から出て行くようになった後で、市は1970年代と1980年代に市の建築的特性を保存するために歴史地区として幾つかを指定するよう動いた.。メリディアン歴史地区とランドマーク委員会が1979年に創設され、メリディアン・メインストリート計画が1985年に始められた。
メリディアン・メインストリートは中心街を再活性化させるための計画を幾つか作った。その中にはメリディアンの金ぴか時代に使われ、解体されていた鉄道駅のデザインをもとに、アムトラックの新しい駅を建設すること（1997年）が含まれていた。その他の計画としては2001年のローゼンバウム・ビルの再生、2002年のワイドマンズ・レストランの再生、さらに統一感のある都市景観の支援があった。メリディアン・メインストリートはライリー基金と共に、2006年に歴史あるグランド・オペラ・ハウスを改修して、ミシシッピ州立大学ライリー教育・芸能センターとして活用するために動いた。
メリディアン・メインストリートの所有権が2007年後半にメリディアン中心街同盟に移管された後、2つの組織はメリディアン中心街協会と共に、中心街再活性化の推進母体となった。「同盟」が親組織として機能し、他の2組織がその支援スタッフと容れ物を使用するようにし、翻って「同盟が」他の組織の連絡係として機能している。スリーフット・ビルディングを改修する計画が進行中だったが、チェリ・バリー市長が2010年初期にその計画を没にした。今日、「同盟」が中心街の更なる開発と修復を推進しており、専門店、レストラン、バーなどが昼夜を問わず中心街を活動的にするものとして支援することに集中している。メリディアン中心街協会は特殊行事を開催することで中心街の歩行性を増すことに集中し、メリディアン・メインストリートは中心街の既存事業支援に動いている。

### ホテル
メリディアンにはその歴史を通じて多くのホテルが存在していた。その「金ぴか時代」になる以前であっても、グレート・サザン・ホテルやグランド・アベニュー・ホテルなど大型のホテルが建設されていた。鉄道の発達と、1906年の当初のユニオン駅の建設により、乗客や労働者のために多くのホテルが建設された。エルミラ・ホテルは1905年に建設され、ターミナル・ホテルは1910年に建設された。ホテル・メリディアンは1907年に建設され、ユニオン・ホテルは1908年に建設された。ユニオン・ホテルは1979年にアメリカ合衆国国家歴史登録財に指定された。ホテル・メリディアンとグランド・アベニュー・ホテルはメリディアン都市中心歴史地区に対する貢献資産に指定されている。
市が成長するに連れて、ホテルも成長し、1927年には高層11階建てのラマー・ホテルが建設された。ラマー・ホテルは今日郡の別館となっており、1979年にアメリカ合衆国国家歴史登録財に指定された。また1988年にはミシシッピ州ランドマークにも指定された。
E・F・ヤング・ホテルは1931年に設立された。市中心の西に成長したアフリカ系アメリカ人事業地区の要として、人種分離の時代にもアフリカ系アメリカ人の旅人が部屋を見つけることができる唯一の場所だった。
1960年代と1970年代に郊外指向が強くなると、大半のホテルが中心街から出て行った。2006年にライリー・センターが再生されて、新しい中心街のホテルに対する需要が上がった。スリーフット・ビルディングがこの動きの中心にある。しかしホテルはまだ改修されていない。

### 歴史地区

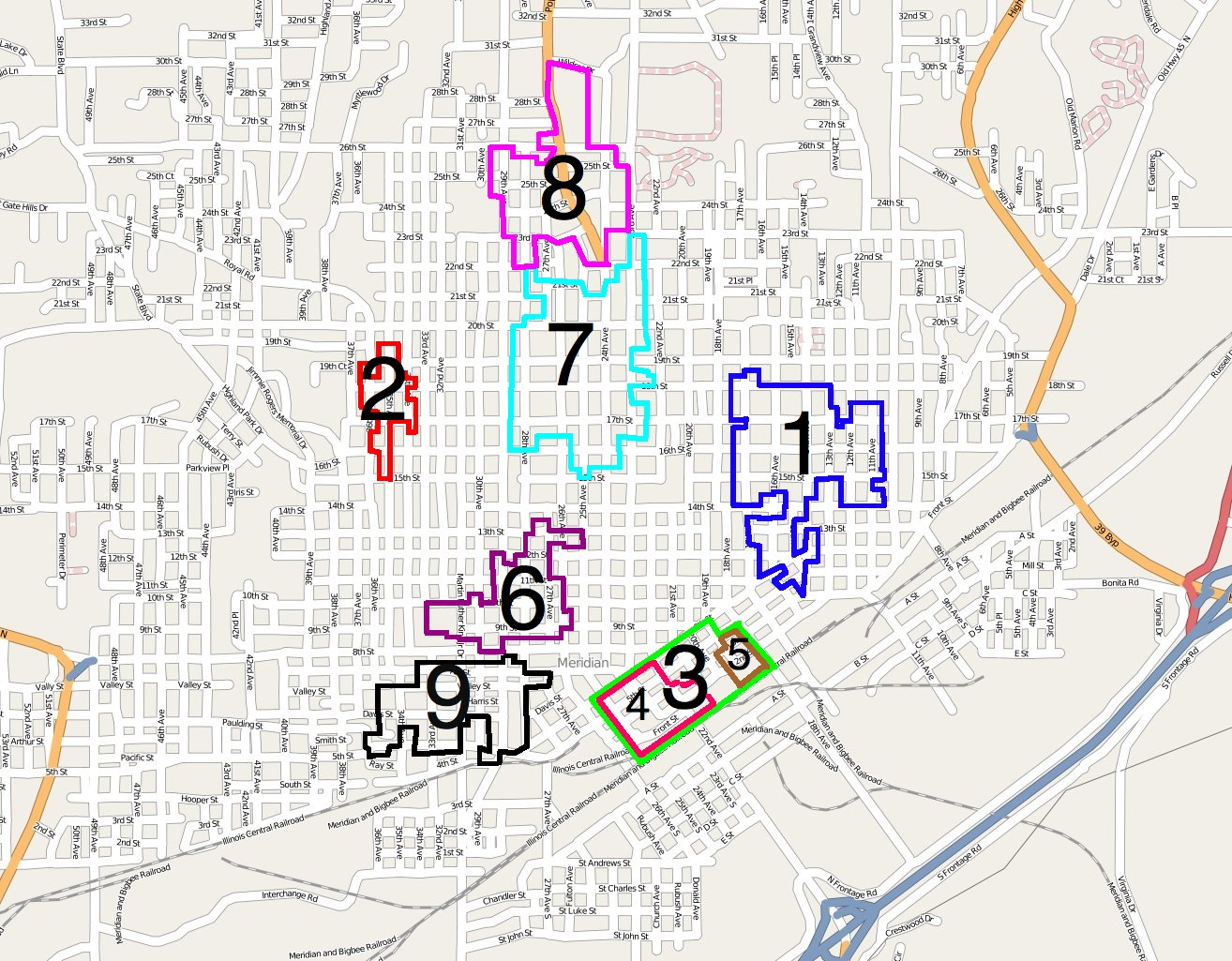
メリディアンの歴史地区配置図

メリディアン市にはアメリカ合衆国国家歴史登録財に指定される9つの歴史地区がある。メリディアン中心街歴史地区は、メリディアン都市中心歴史地区とユニオン駅歴史地区という2つの古い地区の組み合わせである。これらの地区には多くの建築様式が見られ、その大半はアン女王様式、コロニアル復古調、イタリア様式、アール・デコ調、ビクトリア後期様式、バンガロースタイルなど、19世紀末と20世紀初期のものである。
 1  イーストエンド歴史地区 — 18番通り、11番アベニュー、14番通り、14番アベニュー、5番通り、17番アベニューに囲まれる
 2  ハイランズ歴史地区 — 15番通り、34番アベニュー、19番通り、36番アベニューに囲まれる
 3  メリディアン中心街歴史地区 — 元ガルフ・モービル・アンド・オハイオ鉄道から北に6番通りの18番アベニューと26番アベニューの間、ラグズデール・サーベイブロック71号を除く
 4  メリディアン都市中心歴史地区 — 21番アベニュー、25番アベニュー、6番通りと鉄道に囲まれる
 5  ユニオン駅歴史地区 — 18番アベニューと19番アベニュー、5番通りと鉄道に囲まれる
 6  メレホープ歴史地区 — 33番アベニュー、30番アベニュー、14番通り、8番通りに囲まれる
 7  ミッドタウン歴史地区 — 23番アベニュー、15番通り、28番アベニュー、22番通りに囲まれる
 8  ポプラ・スプリングス道路歴史地区 — 29番通り、23番アベニュー、22番通り、29番アベニューに囲まれる
 9  ウェストエンド歴史地区 — 7番通り、28番アベニュー、シェアラーズブランチ、5番通りに囲まれる

## 市政府とインフラ

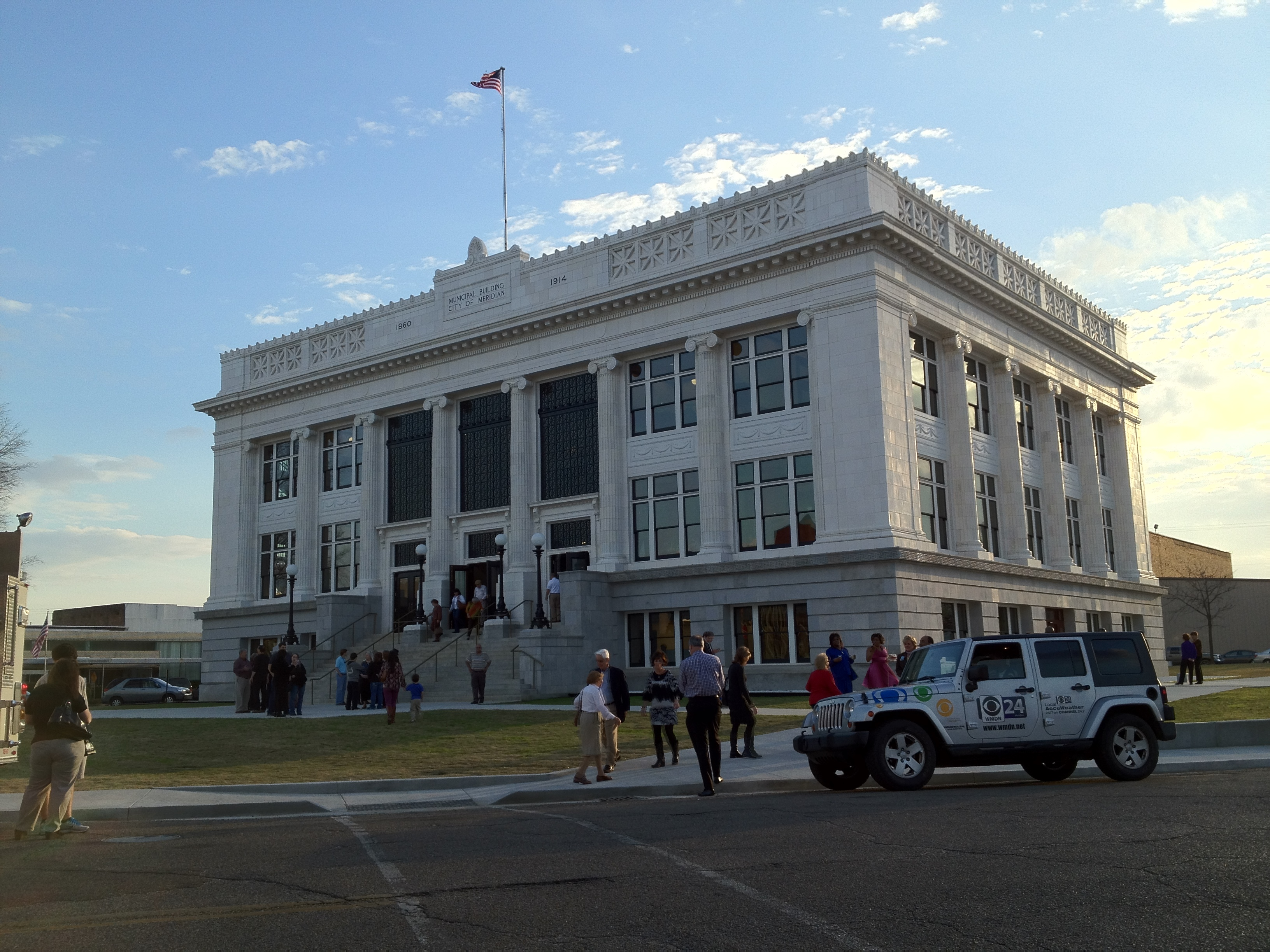
メリディアン市役所、改装後

メリディアン市は1985年から市長・市政委員会すなわち「強い市長」方式の政府を採用している。市長は4年毎に、市全体を選挙区に選出され、5人の市政委員は4年毎に、5つの小選挙区から選出される。行政府の長である市長は市政府の日々の運営を管理し指導する責任がある。立法府である市政委員会は、方針を設定し、毎年市の予算を採用する。アメリカ合衆国国家歴史登録財に指定される市役所は、24番アベニュー601にある。市職員は総計570人いる。
市は2005年のハリケーン・カトリーナ直後に国家安全保障局を設立し、州内唯一のものとなった。ミシシッピ州緊急管理局や他の組織から250万ドルの資金を受け取り、他の南部州の警官には列車乗客救助の訓練を始めた。また市民階級には基本的な拳銃の教育を、ボーイスカウトには応急手当、狩猟および武器の訓練を行った。国家安全保障局は2005年9月のハリケーン・アイバンの時など危機に際して、700人の避難民に避難場を造り支援した。メリディアン市は、3つの9郡チームの組み合わせであるミシシッピ国家安全保障局におけるタスクフォースの指導者になっている。
メリディアン警察署は、2009年からリー・シェルバーン署長の下に115人の常勤警官と、パート職員、予備職員を使っている。2009年、犯罪捜査部が4,000件の犯罪に対応し、そのうち2,000件は重罪だった。2000年、2,094件の犯罪が報告され、2008年からは前年を僅かに上回る犯罪が発生した。メリディアンは「人口3万人以上の町でミシシッピでは最も安全な都市」とされてきた。東ミシシッピ矯正施設がメリディアンに近いローダーデール郡未編入領域にある。この施設はミシシッピ州矯正省のためにGEOグループが運営している。
消防署は2009年に1,600件以上の要請に対応した。この中には123件の建造物火事と609件の緊急対応があった。
ミシシッピ州精神保健省がメリディアンにある東ミシシッピ州立病院を運営している。
アメリカ合衆国郵便公社がメリディアン郵便局、ノースメリディアン局、ウェストメリディアン局を運営している。
州レベルの政治では、州議会上院議員の選挙区でメリディアン市は3つに分かれている。市の北端は第31区に属し、市の南西隅から北東隅までは第32区、市の西部と南東部は第33区に属している。州議会の下院議員の選挙区では4つに分かれている。南部と東部は第81区、中心部は第82区、この区を囲んでいるのが第83区、西部と北部の小部分が第84区に属している。
国政レベルでは、アメリカ合衆国議会下院議員ミシシッピ州第3選挙区に属している。メリディアンが入っているローダーデール郡は1972年以降全ての大統領選挙で、共和党候補に投票してきた。それ以前は民主党候補を支持しており、19世紀後半以来一党支配の州だった。

## 人口動態
メリディアン市はその歴史を通じて非常に波のある成長を遂げてきた。人口は設立のときから1970年まで増え続けたが、10年刻みの成長率は165%から0.2%まで大きな幅があった。1970年の国勢調査で初めて減少し、1980年には幾らか回復し、その後は緩りと減り続けていた。1980年から2000年の間に、人口は16%以上減少した。2000年時点で、人口39,968人、人口密度885.9人/mi2 (342.0 /km2) だった。2008年、人口では州内第6位の都市だった。
メリディアン市はメリディアン小都市圏の主要都市であり、2009年時点の都市圏人口は106,139人だった。この都市圏はクラーク郡、ケンパー郡とローダーデール郡の3郡で構成されている。メリディアン市から半径72 km 以内には232,900人、半径104 km 以内には526,500人が住んでいる。
人口の増加率には波があったが、非白人の数は着実に増加してきた。唯一減ったのは1960年から1970年の間であり、全体人口でも大きく減っていた。非白人人口が増えるに連れて、白人人口は減っていった。1980年から2000年、白人は11,030人（38.6%）減少した。ローダーデール郡全体の人口は横ばいだったので、白人が田園部あるいは郊外部に移転したことを示唆している。2000年国勢調査で、アフリカ系アメリカ人の構成比は54.4%、白人は44.0%、アジア系0.6%、インディアン0.2%、太平洋諸島系0.1%未満、その他人種0.3%、混血0.6%となっていた。人種を問わないヒスパニック系あるいはラテン系は1.1%だった。
2000年国勢調査で、市域内に17,890軒の家屋があり、15,966軒が入居済、10,033軒は家族による入居だった。全世帯に占める18歳未満の子供がいる世帯の比率は31.1%、結婚した夫婦の世帯が36.2%、女性が世帯主の世帯は23.3%、非家族世帯が37.2%、単身世帯が33.2%、65歳以上の高齢者の一人住まい14.0%となっていた。世帯平均人数は2.29人、家族人数は3.06人だった。世帯当たり人数は3.04人だった1970年から着実に減っている。一方年齢の中央値は1970年の30.4歳から2000年の34.6歳と増え続けている。
収入と家計
- 収入の中央値
  - 世帯: 25,085米ドル
  - 家族: 31,062米ドル
  - 性別
    - 男性: 29,404米ドル
    - 女性: 19,702米ドル
- 人口1人あたり収入: 15,255米ドル
- 貧困線以下
  - 対人口: 28.6%
  - 対家族数: 24.6%
  - 18歳未満: 40.8%
  - 65歳以上: 22.0%

### 宗教
メリディアン市とその周辺地域の住民はかなり保守的であり、ローダーデール郡住民の65.2%は何らかの宗教を信仰している。これは全国平均の50.2%に比べてかなり高い。2000年時点で南部バプテスト連盟が30,068人 (59.0%)、ユナイテッド・メソジスト教会が9,469人 (18.6%)、カトリック教会が 1,872人 (3.7%) だった。
メリディアン市初期の発展は地域のユダヤ人の影響を多く受けた。コングリゲイション・ベス・イスラエルは1868年に設立された。これは市の金ぴか時代の直前だった。1927年には市内に575人のユダヤ人が住んでおり、州内最大のユダヤ人社会があった。今日では40人足らずしか残って居らず、その大半は高齢者である。

## 地理と気候
メリディアン市はミシシッピ州のノースセントラル・ヒル地域、ローダーデール郡に位置している。国勢調査局に拠れば、市域全面積は45.9平方マイル (119 km2)であり、このうち陸地45.1平方マイル (117 km2)、水域は0.8平方マイル (2.1 km2)で水域率は1.76%である。幹線道に面しており、州都ジャクソンから東に150 km、アラバマ州バーミングハムの西 248 km、ルイジアナ州ニューオーリンズの北東 325 km、テネシー州メンフィスの南東 372 km、ジョージア州アトランタの西 478 kmに位置している。市を取り巻く地域は綿花とトウモロコシ畑に覆われ、オークと松の林がある。地形は粘土の丘陵であり、チカソーウェイ川水源の低地である。
地域の自然地形は都心部のならしで修正されたが、外郭部では穏やかにうねる特性を残している。多くの小さなクリークが見られ、北部と南部には小さな湖や林がある。ソワシー・クリークが市南部を流れ、ギャラガーズ・クリークに注いで、市の中心部を流れる。ローパーズ・クリークは市の最西部を流れ、シェアラーズ、マグノリア、ロビンスなど小さなクリークが市内に分散している。
メリディアン市は温暖湿潤気候にある。夏（6月から8月）平均最高気温は90°F (32 ℃) 近辺であり、平均最低気温は70°F (21 ℃) 前後である。冬（12月から2月）の平均最高気温は60°F (16 ℃) 近辺であり、平均最低気温は35°F (2 ℃) 前後である。最も温かいのは7月であり平均最高気温は92.9°F (33.8 ℃) 、最も寒い月は1月であり、平均最低気温は34.7°F (1.5 ℃) である。
年間平均降水量は58.65インチ (1,490 mm) である。年間を通じて降水は平準化されており、最も多い月は6.93インチ (176 mm) の3月である。夏の間に多い雷雨のときに降水が多いが、年間を通じて雷雨が降っている。強風や大きな雹をもたらし、さらには落雷や豪雨を呼ぶような激しい雷雨も時には起こる。春に多く、また秋にもそれなりに起こっている。このような嵐は竜巻の危険性も伴う。
| メリディアン地域空港の気候                             | メリディアン地域空港の気候 | メリディアン地域空港の気候 | メリディアン地域空港の気候 | メリディアン地域空港の気候 | メリディアン地域空港の気候 | メリディアン地域空港の気候 | メリディアン地域空港の気候 | メリディアン地域空港の気候 | メリディアン地域空港の気候 | メリディアン地域空港の気候 | メリディアン地域空港の気候 | メリディアン地域空港の気候 | メリディアン地域空港の気候 |
| 月                                                     | 1月                        | 2月                        | 3月                        | 4月                        | 5月                        | 6月                        | 7月                        | 8月                        | 9月                        | 10月                       | 11月                       | 12月                       | 年                         |
| ------------------------------------------------------ | -------------------------- | -------------------------- | -------------------------- | -------------------------- | -------------------------- | -------------------------- | -------------------------- | -------------------------- | -------------------------- | -------------------------- | -------------------------- | -------------------------- | -------------------------- |
| 最高気温記録 °F （°C）                                 | 83 (28)                    | 85 (29)                    | 90 (32)                    | 95 (35)                    | 99 (37)                    | 104 (40)                   | 107 (42)                   | 106 (41)                   | 105 (41)                   | 97 (36)                    | 87 (31)                    | 84 (29)                    | 107 (42)                   |
| 平均最高気温 °F （°C）                                 | 56.5 (13.6)                | 61.0 (16.1)                | 69.0 (20.6)                | 76.2 (24.6)                | 83.2 (28.4)                | 89.2 (31.8)                | 91.8 (33.2)                | 91.5 (33.1)                | 86.8 (30.4)                | 77.3 (25.2)                | 67.7 (19.8)                | 58.8 (14.9)                | 75.8 (24.3)                |
| 平均最低気温 °F （°C）                                 | 33.1 (0.6)                 | 36.4 (2.4)                 | 42.3 (5.7)                 | 49.1 (9.5)                 | 58.5 (14.7)                | 66.1 (18.9)                | 69.4 (20.8)                | 69.0 (20.6)                | 62.9 (17.2)                | 51.0 (10.6)                | 41.6 (5.3)                 | 35.6 (2)                   | 51.3 (10.7)                |
| 最低気温記録 °F （°C）                                 | 0 (−18)                    | 8 (−13)                    | 15 (−9)                    | 28 (−2)                    | 38 (3)                     | 42 (6)                     | 54 (12)                    | 51 (11)                    | 34 (1)                     | 24 (−4)                    | 16 (−9)                    | 2 (−17)                    | 0 (−18)                    |
| 降水量 inch （mm）                                     | 5.13 (130.3)               | 5.60 (142.2)               | 5.42 (137.7)               | 4.78 (121.4)               | 4.50 (114.3)               | 4.40 (111.8)               | 5.14 (130.6)               | 3.99 (101.3)               | 3.43 (87.1)                | 3.76 (95.5)                | 4.95 (125.7)               | 5.06 (128.5)               | 56.16 (1,426.4)            |
| 降雪量 inch （cm）                                     | 0.2 (0.5)                  | 0.0 (0)                    | 0.2 (0.5)                  | 0.1 (0.3)                  | 0.0 (0)                    | 0.0 (0)                    | 0.0 (0)                    | 0.0 (0)                    | 0.0 (0)                    | 0.0 (0)                    | 0.0 (0)                    | 0.1 (0.3)                  | 0.6 (1.5)                  |
| 平均降水日数 （≥0.01 in）                              | 9.8                        | 9.9                        | 9.4                        | 8.6                        | 9.0                        | 10.1                       | 11.6                       | 9.4                        | 7.2                        | 7.4                        | 8.7                        | 9.9                        | 110.9                      |
| 平均降雪日数 （≥0.1 in）                               | 0.3                        | 0.1                        | 0.1                        | 0.1                        | 0.0                        | 0.0                        | 0.0                        | 0.0                        | 0.0                        | 0.0                        | 0.0                        | 0.1                        | 0.6                        |
| 出典1：NOAA (normals 1981–2010, extremes 1944–present) |                            |                            |                            |                            |                            |                            |                            |                            |                            |                            |                            |                            |                            |
| 出典2：The Weather Channel (records)                   |                            |                            |                            |                            |                            |                            |                            |                            |                            |                            |                            |                            |                            |

## 経済
| 雇用者                                     | 産業種別 | 雇用数（人） |
| ------------------------------------------ | -------- | ------------ |
| メリディアン海軍航空基地                   | 軍需     | 3,000        |
| ラッシュ病院                               | 医療     | 2,610        |
| 東ミシシッピ州立病院                       | 医療     | 1,500        |
| メリディアン公共教育学区                   | 教育     | 1,050        |
| アンダーソン病院                           | 医療     | 1,475        |
| ピーベイ・エレクトロニクス                 | 製造     | 1,000        |
| ローダーデール郡教育学区                   | 教育     | 958          |
| ライリー病院                               | 医療     | 915          |
| メリディアン市                             | 行政     | 570          |
| ミシシッピ空軍州兵                         | 軍事     | 420          |
| アライアンス医療センター                   | 医療     | 385          |
| ストラクチュラル・スティール・サービス     | 製造     | 350          |
| メリディアン・コミュニティカレッジ         | 教育     | 327          |
| アベリー・デニソン                         | 製造     | 300          |
| ナショナル・エレクトロニック・ウォランティ | サービス | 293          |
| バンザイバーデン, Inc.                     | 物流     | 250          |
| ロッキード・マーティン                     | 製造     | 228          |
| アトラス・ルーフィング                     | 製造     | 215          |
| ニューウェルペーパー                       | 卸売     | 215          |
| サザン・キャスト・プロダクツ               | 製造     | 165          |
| マグノリア・スティール                     | 製造     | 160          |
| サラ・リー                                 | 食品     | 150          |
| タワー・オートモーティブ                   | 自動車   | 175          |
| ミッチェル・ディストリビューティング       | 物流     | 120          |
| サザン・パイプ・アンド・サプライ           | 物流     | 100          |
| コカ・コーラ                               | 物流     | 96           |

メリディアン市の初期はその経済が鉄道に強く依存していた。20世紀の初めは州内最大の都市であり、5本の鉄道が通り、1日44本の列車が行き来していた。鉄道ばかりでなく、木材や綿花といった商品とその輸送に依存していた。このように鉄道に基づいた産業があり、1890年から1930年まで州内と地域で大きな経済力を発揮していた。1950年代に鉄道産業の衰退と共に経済発展も鈍化したが、鉄道に依存した経済からより多様化したものに移行し、医療、軍事、製造業が労働者を雇用した。
ローダーデール郡やマリオン市と共に、1996年に地域事業家集団が結成した東ミシシッピ事業開発法人によって奉仕されている。2010年4月時点で、市民の労働力は15,420人に過ぎないが、メリディアン市から半径72km以内には232,900人、半径104km以内には526,500人が住んでおり、それぞれ104,600人と234,200人が、市の経済に関わる労働力である。市は雇用、小売業、医療、文化活動の中心として機能している。ローダーデール郡労働者の80%は郡内に住み、90%が半径72km以内に住んでいる。
2010年4月、ローダーデール郡の医療分野で6,260人が雇用されていた。ラッシュ病院が地域最大の医療機関であり2,610人を雇用している。次に東ミシシッピ州立病院が1,500人、アンダーソン病院が1,475人を雇用している。市内には3つの病院がある他、医療関連の施設も多い。ジェフ・アンダーソン地域医療センターが心臓血管手術を行い、レベル2新生児集中治療室、ヘルス・フィットネスセンターもある。ラッシュ財団病院と関連するラッシュ健康システムがメリディアンの専門病院を運営し、病院で回復期間を必要とする非永続患者の長期療養を可能にしている。ライリー病院は卒中治療とリハビリテーションのために2つのセンターを持っている。その他の医療施設としては、アライアンス医療センターと、1882年から開業している東ミシシッピ州立病院がある。
小売業も郡内では大きな雇用分野であり、2010年4月時点で5,280人を雇用していた。市内の店舗で年間20億ドル近くが消費されている。床面積633,685平方フィート (58,871 m2) のボニータ・レイクス・モールには、百貨店、専門店、レストラン、食堂やユナイテッド・アーティスツ・シアターズなど100店舗以上が集まっている。メリディアン・クロスロードの第1期建設工事で、ボニータ・レイクス地域のショッピングセンター、375,000平方フィート (34,8001 m2) が2007年11月に完成し、地域の小売業を大きく刺激した。またノースヒルズ通りのショッピング地区が拡張を続け、2007年3月には州道19号線ウォルマート・スーパーセンター近くに新しい小売りと事務所の空間がオープンした。
市域にはメリディアン海軍航空基地とキー飛行場という2つの軍事施設があり、周辺地域に4,000以上の職を提供している。メリディアン海軍航空基地では、海軍の操縦士やその他下士官兵の訓練を行っている。基地内には、多くの南部州の警官に薬物に関する訓練を行う地域麻薬対抗訓練学校がある。また州内では初の国土安全保障局がある。市は9郡の地域対応チームと29郡の地域対応タスクフォースの指導者である。キー飛行場はフレッド・キーとアル・キーの兄弟が1935年に滞空飛行の世界記録を樹立した有名な場所にある。現在は空軍州兵の第186空中給油航空団が駐屯し、陸軍州兵第185航空旅団の支援施設がある。ここには航空史を展観できる展示物があり、メリディアン航空博物館もある。
ローダーデール郡の製造業雇用数は2010年4月時点で2,850人だった。1965年からギター、アンプ、音響機器を製作しているピーベイ・エレクトロニクスが市内に本社を置いている。その他の企業としては、アベリー・デニソン、ストラクチュラル・スティール・サービス、サラ・リー、タワー・オートモーティブ、テイクロ・コーポレーションがある。市内には4つの産業団地がある。
中心街では、MSUライリーセンターが、観光、芸術、娯楽の会場になっている。会議、会合、公演などで年間6万人以上を集めている。フロント通りのローブズ百貨店はミシシッピ州の衣料小売りではランドマーク的存在であり、所有者は4世代に渡っている。アレックス・ローブが開店した1887年から紳士もの、婦人ものの衣料を販売してきた。

## 文化

### 芸術

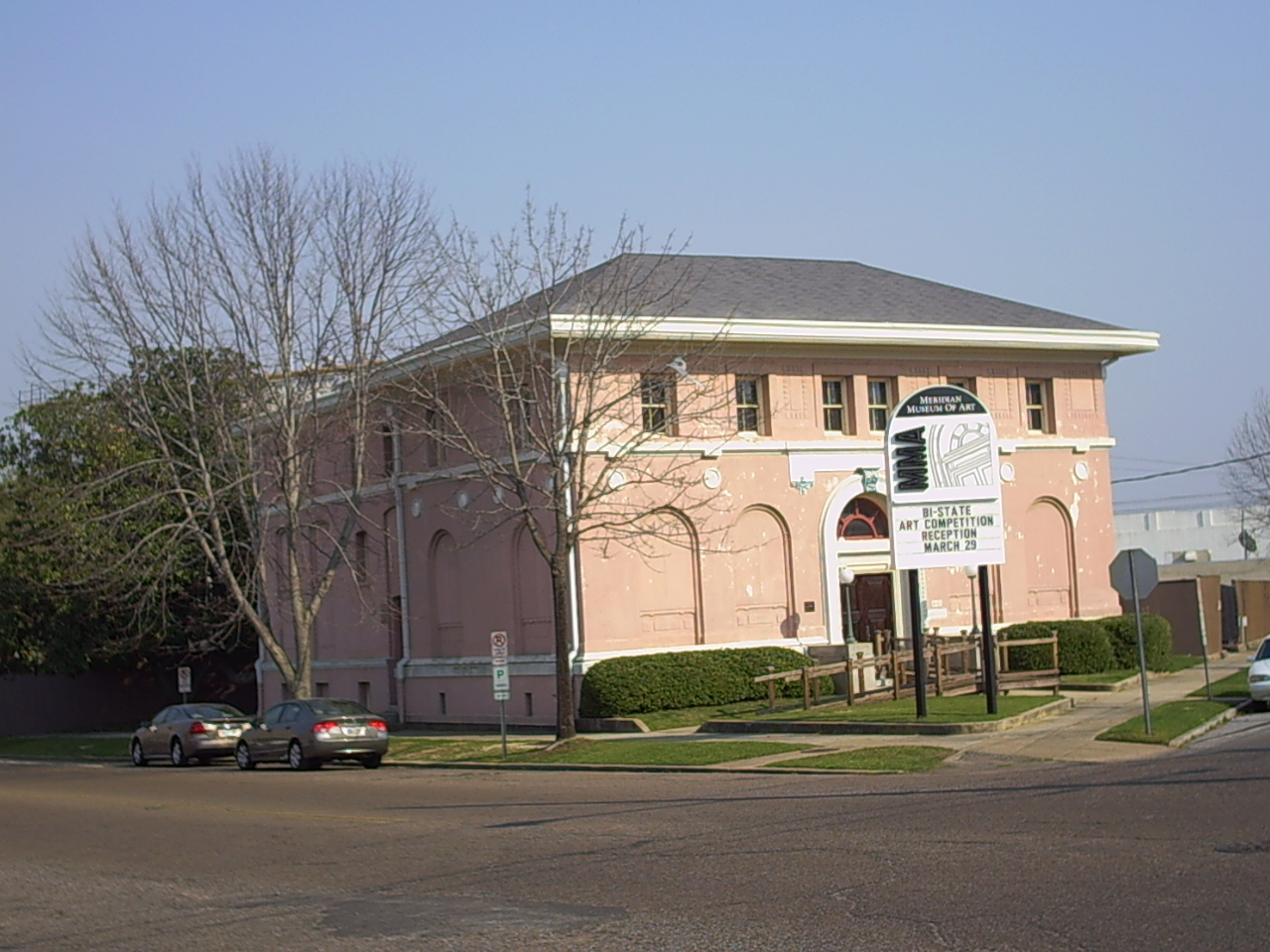
メリディアン美術館

メリディアンの芸術は1世紀以上も知られており、多くの芸術と文化の組織があり、また多くの文化的行事を開催している。市内初の芸術組織であるメリディアン・アートリーグは1933年2月に設立された。美術品の展示は中心街のラマー・ホテルで行われていたが、1949年にメリディアン芸術協会と改名されてからは、市内各所で行われるようになった。25番アベニューと7番通りのカーネギー図書館が閉鎖された後、芸術協会がその建物を改修してメリディアン美術館に転換し、恒久的な展示会場とした。この美術館は1970年に開館し、巡回展示を行い、また学生や成人のための教育も行っている。毎年30以上の展示があり、伝統的な装飾芸術から民族や部族の材料、写真、工芸品などおおくの美術品が展示される。収集品には18世紀や19世紀の肖像画、20世紀の写真、彫刻などがある。
メリディアン芸術委員会は1978年にメリディアン市とローダーデール郡の公式芸術機関として設立された。コミュニティ芸術助成プログラム、毎年のスリーフット・フェスティバル、幾つかのワークショップ、その他特別行事を運営している。メリディアン美術館、メリディアン小劇場、メリディアン交響楽団など市や郡の芸術組織と協業している。南部では最古クラスの会員制コミュニティ劇場であるメリディアン小劇場は1932年に建設され、現在はメリディアン市とローダーデール郡の住人や観光客に娯楽の機会を提供し、毎年22,000人以上の観客を迎え、州内でも最大級のコミュニティ劇場となっている。メリディアン交響楽団は1961年に設立され、1962年に最初の演奏会、1963年に最初のフルシーズンを行った。1965年には最初の国際的なソリスト、エリーナ・ニコレィディと共演した。このオーケストラは、メリディアン公共教育学区が独自のオーケストラと弦楽のプログラムを開発するのに協力し、メリディアン・シンフォニー・コーラスの発展にも貢献した。現在の指揮者はクレア・フォックス・ヒラード博士であり、1991年から行動を共にしている。メリディアン交響楽団は2011年2月に設立50周年を迎え、イツァーク・パールマンの演奏を行った。

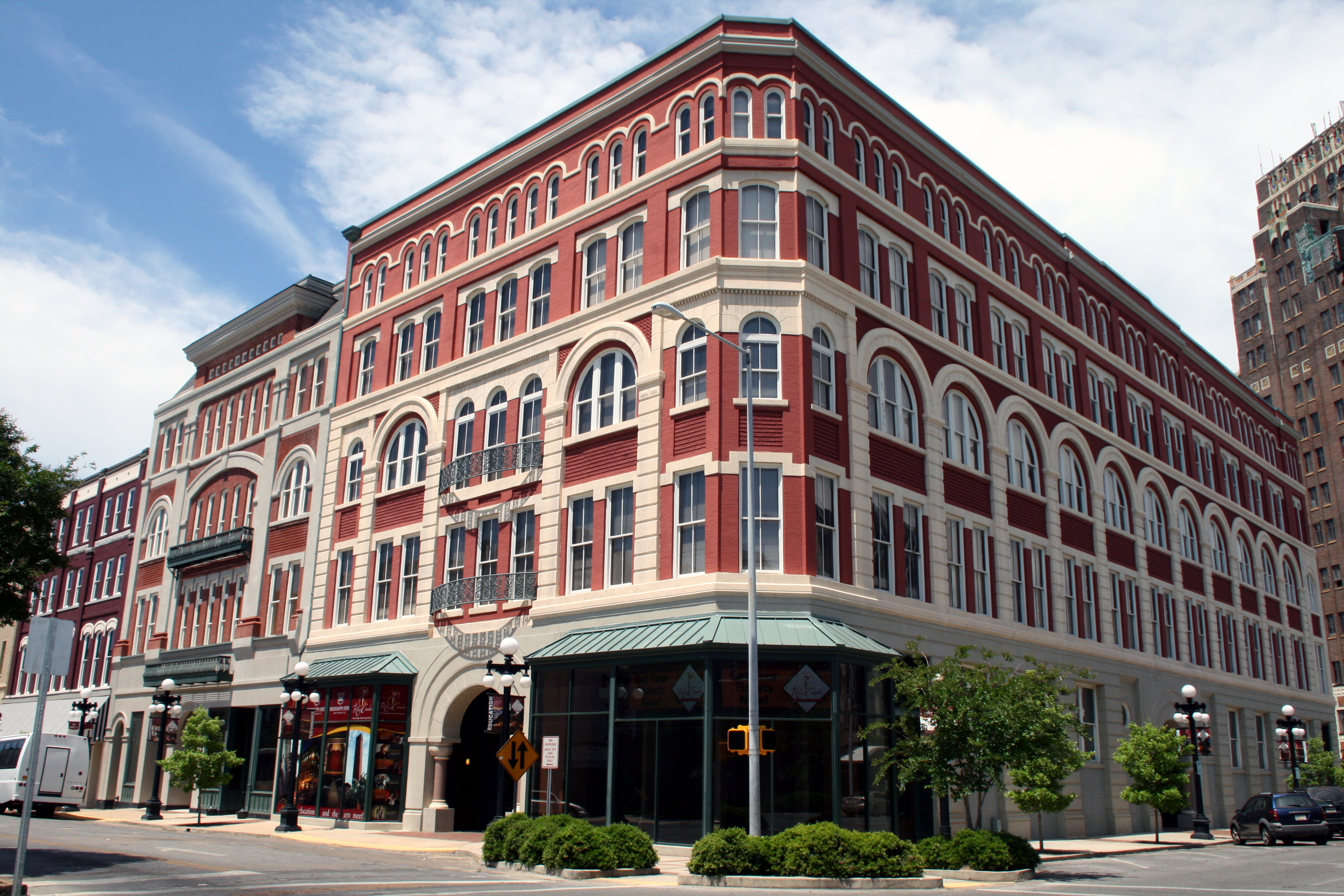
ライリーセンター、2006年改修

市内の元グランド・オペラ・ハウスは、1889年にイズラエル・マークスとリーバイ・ローテンバーグの異腹兄弟が建設した。その初期には多くの芸術家やその作品の公演を行った。最初期にはドイツの劇団がヨハン・シュトラウス2世の『ジプシー男爵』翻案を公演した。1920年代後半に世界恐慌のために閉鎖された後、70年近くも忘れられていた。1998年に認証された地元財団であるライリー財団が2000年に1,000万ドルを助成してこの建物の改修を始め、市、郡、連邦政府から1,500万ドルが集められた。オペラハウスの改修は2006年9月に完了し、新しく「ミシシッピ州立大学教育と芸能のためのライリーセンター」と改名された。ライリーセンターには950席の芸能公演会場、200席のスタジオ、30,000平方フィートft (2,787 m2) の集会場がある。毎年、会議、会合、公演でメリディアン中心街に6万人以上の観衆を集めている。
メリディアンはミシシッピ芸術娯楽センターのミシシッピ芸術と娯楽センターの立地に選ばれている。ミシシッピ州議会がこの考えを2001年に承認した。2006年には民間の寄付が800万ドルになれば、400万ドルを手当てすると約束した。市が2007年9月に5万ドルを寄付した。提案されているミシシッピ芸術娯楽センターはボニータ湖の175エーカー (0.71 km2) に立地し、屋外円形劇場、屋内コンサートホールおよびミシシッピ州の芸術家を顕彰する殿堂ができることになる。芸術家の殿堂は中心街のモンタナ・ビルに収められる。この建物と隣接するメリディアン・ホテルの建物が、2010年7月に30万ドルで買収された。2009年2月、計画される芸術家の殿堂を促進するために、ライリーセンターの外でウォーク・オブ・フェイムを公開した。その最初のスターはメリディアン生まれのカントリー歌手ジミー・ロジャーズになった。同年9月、2人目のスターとして、ミシシッピ州出身の著名ブルース・ミュージシャンであるB.B.キングが選ばれた。2010年6月1日、作家のテネシー・ウィリアムズ、ユードラ・ウェルティ、ウィリアム・フォークナーが追加された。2010年6月24日にはセラ・ウォードが追加された。センターはミシシッピ出身の多くのスターをこのウォーク・オブ・フェイムに追加する予定であり、モーガン・フリーマン、ジミー・バフェット、エルヴィス・プレスリー、コンウェイ・ツウィッティなどの名前が挙がっている。

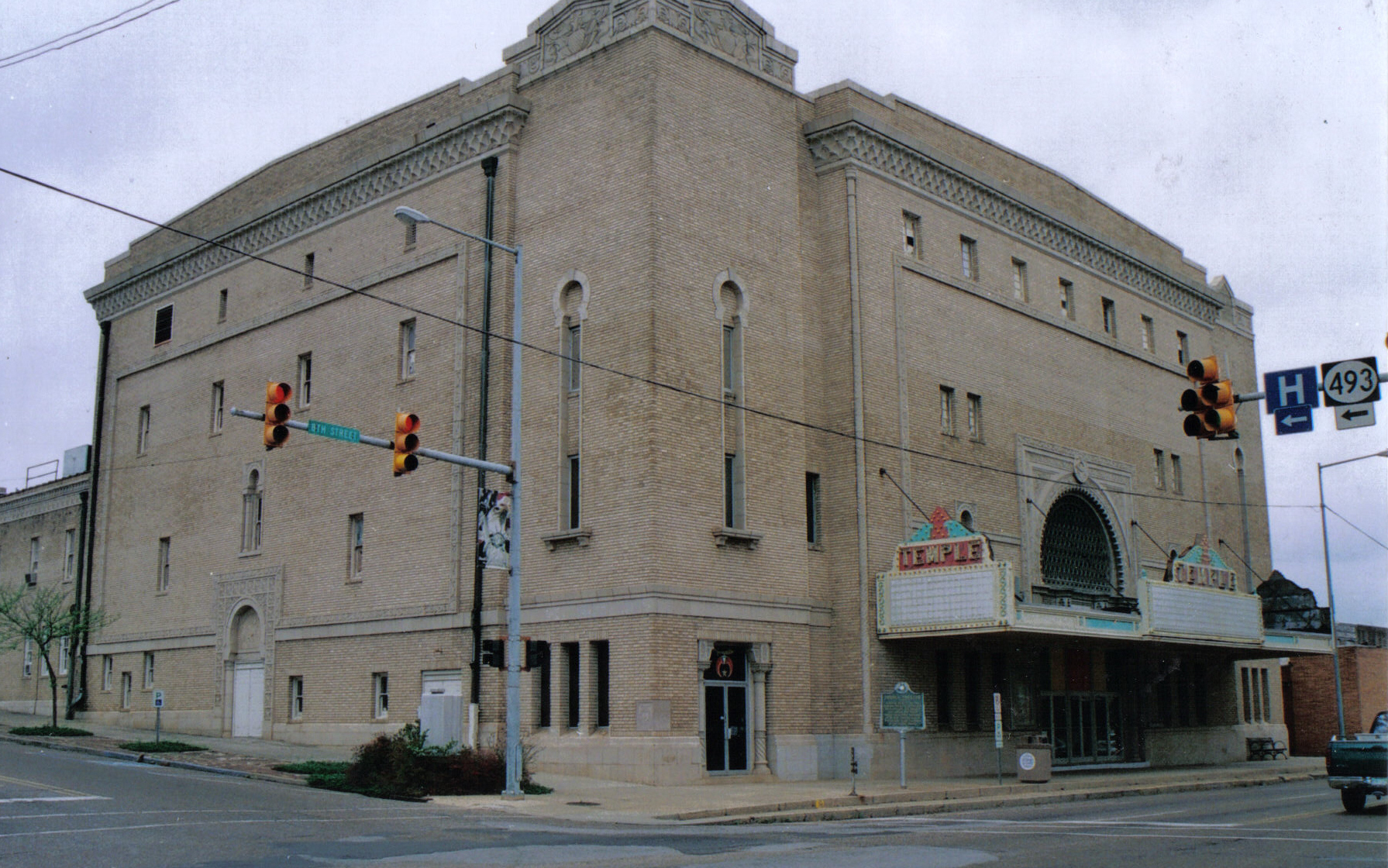
ハマサ・シュライン・テンプル・シアター

市内でもう1つの公演会場がハマサ・シュライン・テンプル・シアターである。ここには778管のロバート・モーガン・パイプオルガンがあり、州内では当初設置されたまま残っている劇場用オルガン2か所の1つである。観客席数は1,800あり、無声映画時代は賑わった。当時は、ニューヨーク市のロクシー劇場に次いで、国内第2位の大きな劇場だった。今日、座席数は1,576となり、ライブステージ・ショー、劇、コンサート、クラシック映画の上映などに年間を通じて使われている。

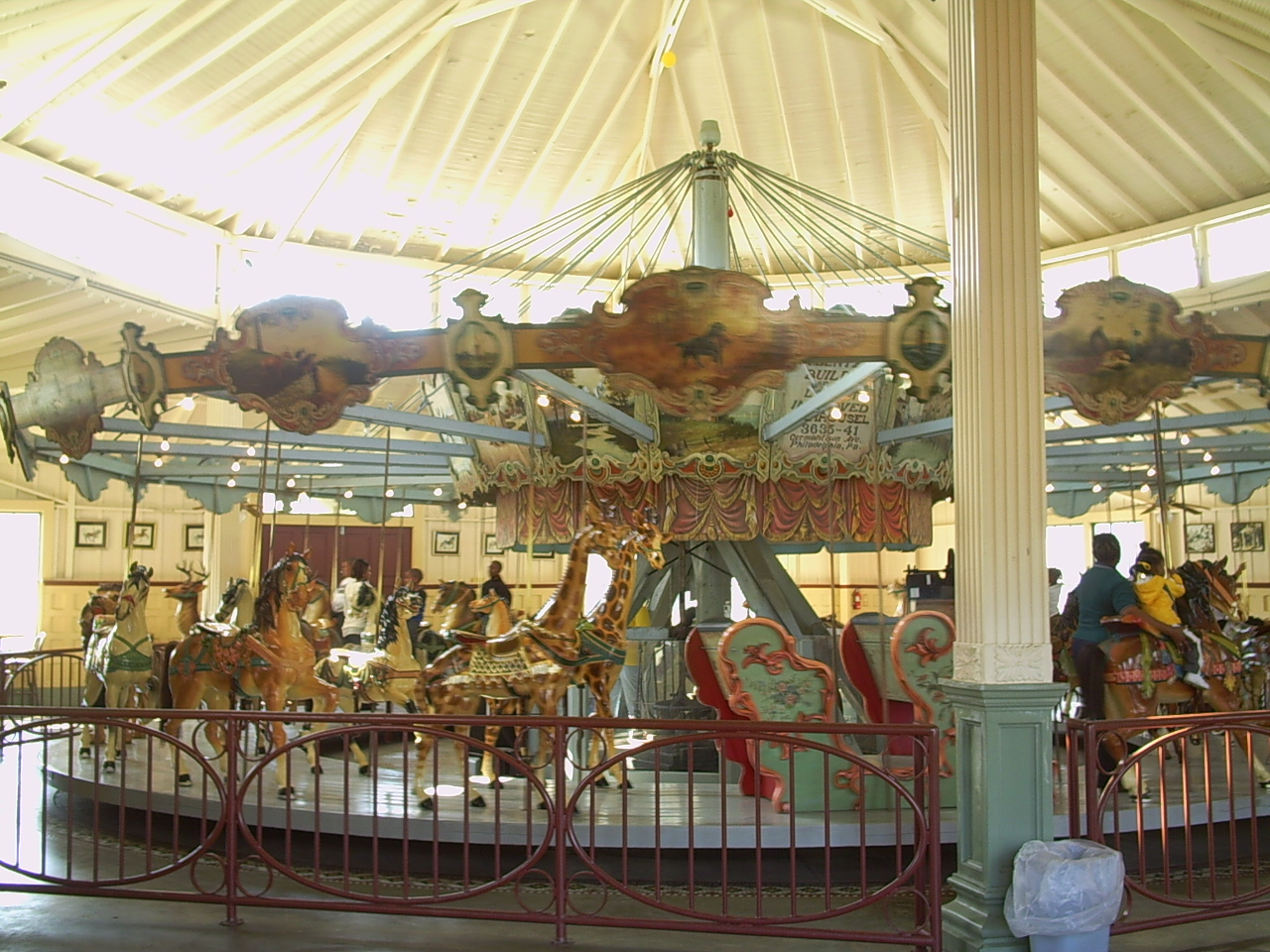
ハイランドパークのデンツェル回転木馬

ハイランドパークにはジミー・ロジャーズ博物館があり、「歌うブレーキ係」の最初のギターなどジミーの生涯と経歴を記念するものを展示し、蒸気機関時代の鉄道機器も展示されている。この博物館の建物自体に加えて、古い蒸気機関車など屋外の展示物もある。ミシシッピ・ブルース・トレイルの歴史標識が市内に置かれ、ジミー・ロジャーズの生誕地を示し、ミシシッピ州におけるブルース音楽の発展にジミーが如何に重大な貢献を果たしたかを説明している。ミシシッピ・デルタ以外では、メリディアンがミシシッピ・ブルース・トレイルの指定を受けた最初の場所になった。またミシシッピ・カントリー・ミュージック・トレイルのジミー・ロジャーズを顕彰する標識も2010年6月1日にオークグローブ墓地に置かれた。1953年から毎年5月にジミー・ロジャーズの命日を記念する祭を開催している。
ハイランドパークには19世紀の回転木馬がある。これは1895年頃にフィラデルフィアのグスタブ・デンツェルが制作したものである。1909年から利用されており、国家歴史建造物に指定され、世界でも唯一2列に固定された動物乗り物がある。その天蓋はデンツェルの青写真で造られた当初の建物が残されている。アラウンド・タウン・カルーセル・アバウンドは62個の回転木馬を出した大衆芸術であり、歴史ある回転木馬を表現している。62個の木馬は地元企業と市民が後援し、馬のデザインは地元の美術家が考え、塗装した。市内と郡内全体に置かれている。

### レクリエーション

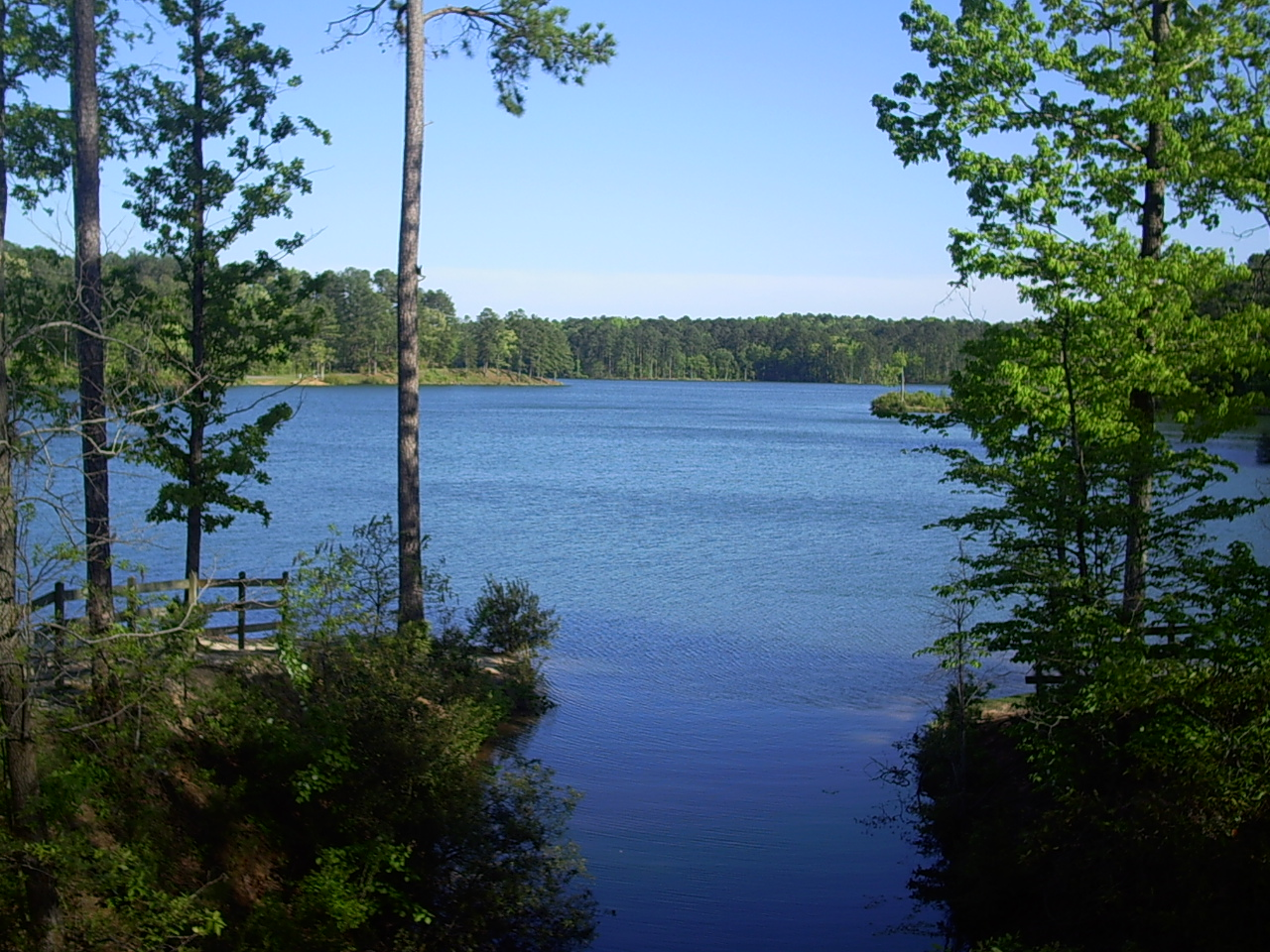
ボニータ湖公園のアッパー湖

市内にはハイランドパーク、ボニータ湖、オカティビー湖など幾つかのレクリエーション公園がある。ハイランドパークには、ピクニック用シェルター、水泳プール、テニスコート、野球場、ソフトボール場、遊技場がある。全て年間を通じて公開されている。ボニータ湖は市が所有する広さ3,300エーカー (13 km2) の公園であり、3つの湖が入っている。ロングクリーク貯水池やレイクビュー市民ゴルフコースもあり、その他自然歩道、ジョギングとウォーキングのトラック、自転車道、乗馬道、パビリオン、ピクニック施設、ボートランプ、パドルボート、売店があり、釣りもできる。付近にはボニータレイクス・モール、ボニータレイクス・クロッシング、ボニータレイクス・プラザもある。オカティビー湖は広さが7,150エーカー (28.9 km2) あり、4,144エーカー (16.77 km2) の湖ではボート、釣り、水泳、水上スキー、ピクニック、ハイキング、キャンプを楽しむことができる。25室のモーテルとキャビンであるスプラッシュダウン・カントリー・ウォーターパークがこの湖畔にある。

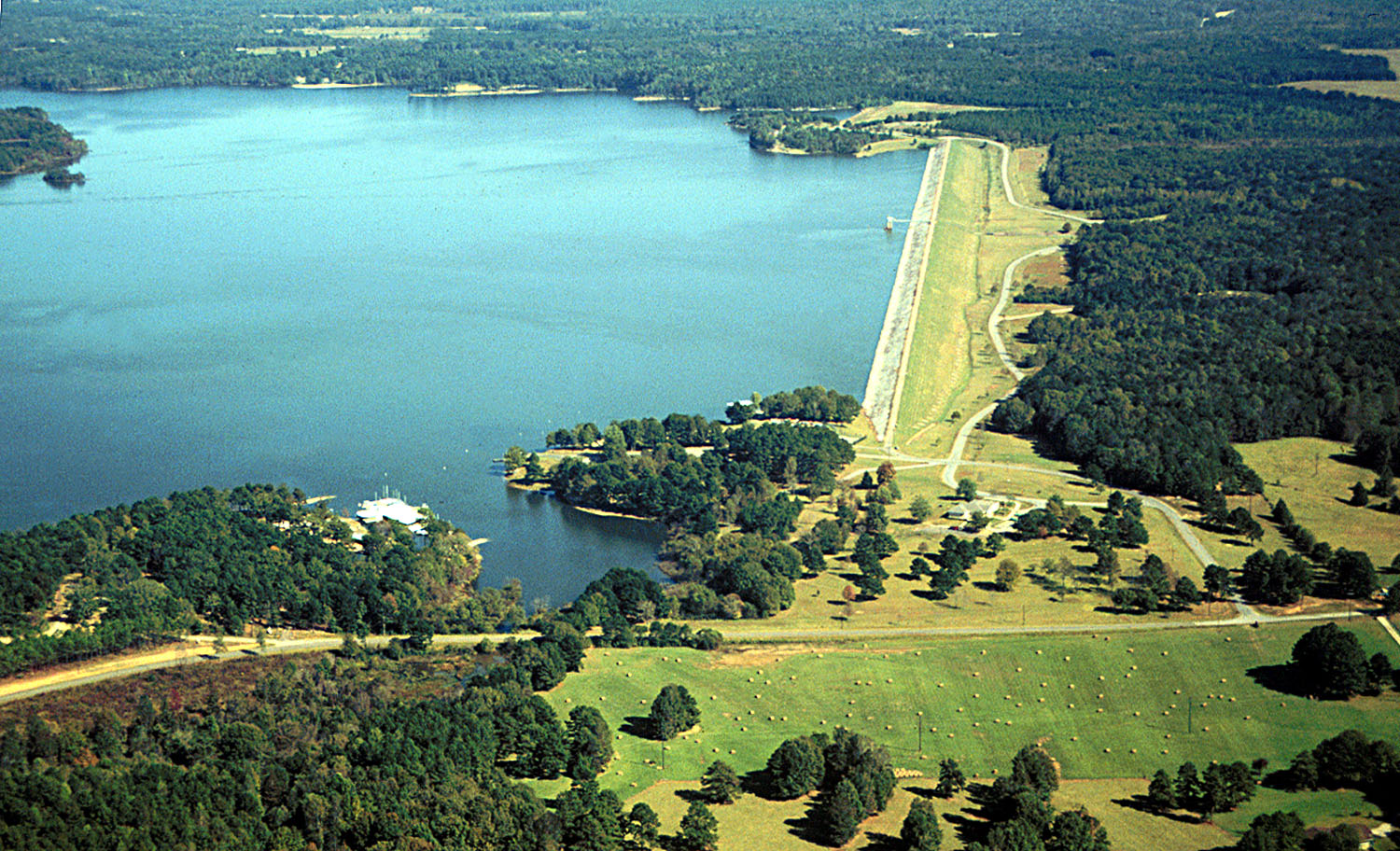
オカティビー湖

1992年から、オリンピックをモデルにした州全体にわたる多種目スポーツ競技会、ステイト・ゲイムズ・オブ・ミシシッピを開催してきた。推進組織は全国ステイト・ゲイムズ評議会のメンバーであり、アメリカ合衆国オリンピック委員会に属している。最初の年に12競技に1,200人が集い、その後7万人以上が参加してきた。2009年では27競技4,500人だった。参加者はサウスイースト・スポーツ・フェスティバルにも参加でき、またメダリストは2年に1回のステイト・ゲイムズ・オブ・アメリカに出場できる。
当初は6月の週末1回で開催されたが、競技が増えてきて、2週間に拡大された。開会式は常に6月の第3金曜日にメリディアン中心街で行われている。会場はノースイースト公園、サミー・デイビッドソン・スポーツ・コンプレックスなど市内各所のスポーツ公園が使われる。ノースイースト公園は州道39号線沿い、広さ85エーカー (0.34 km2) の公園であり、テニスコート10面、ソフトボール場4面、サッカー場3面、アスファルトのトラック、大型ピクニック・パビリオンがある。サミー・デイビッドソン・スポーツ・コンプレックスにはテニスコート6面、ソフトボール場4面、半マイル (800 m) トラックがある。その他の競技場として、メリディアン・ジェイシー・サッカー場、サイクスパーク、フィル・ハーディン・パークがある。
市内にはゴルフ場も幾つかある、レイクビュー市民ゴルフコースは18ホールのパブリックコースである。ブライアウッド・カントリークラブは州道39号線北沿いにあり、民営のクラブである、ゴルフ以外にも水泳、釣りができ、食事の施設もある。その他ノースウッド・カントリークラブ、オカティビークリーク・ゴルフセンター、ポンタクリーク・ゴルフコースがある。

## 交通

### 鉄道と公共交通

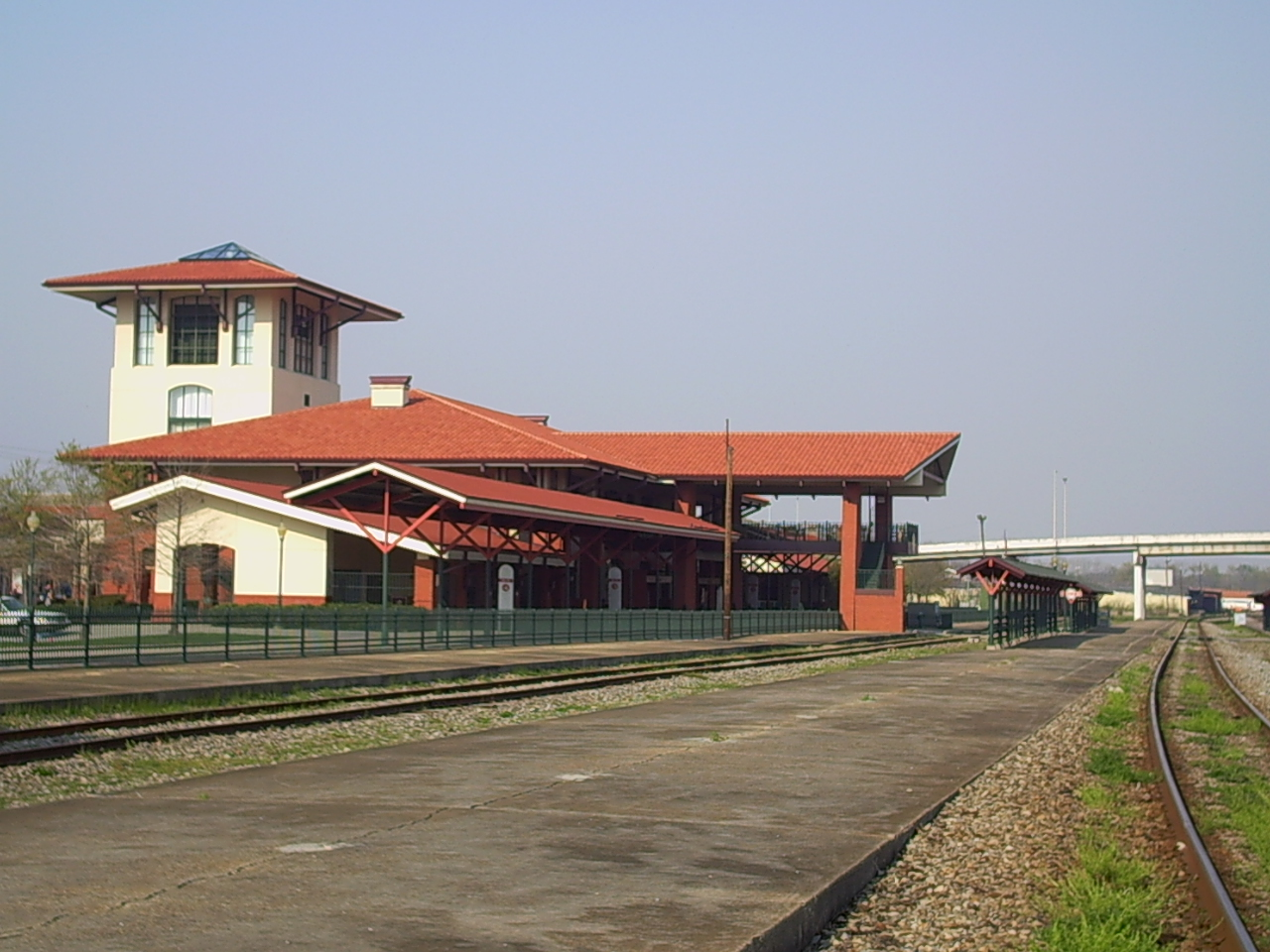
ユニオン駅

ユニオン駅にはアムトラックの長距離列車「クレセント」が停車する。メリディアン中心街歴史地区にあり、 アメリカ合衆国国家歴史登録財に指定されている。1906年に建設されたが1966年に一部解体され、1997年に再建された。メリディアン・トランジット・システム、アムトラック、ノーフォーク・サザン鉄道回廊、グレイハウンドバス・ラインズ、トレイルウェイズなど幾つかの交通機関が入っている。アムトラック、グレイハウンド、メリディアン・トランジット・システムを合わせた乗客数は年間242,360人になっている。

### 空港
市内のキーフィールド、エアポート・ブールバード南2811にメリディアン地域空港がある。市の南西5キロメートルに位置している。滑走路の長さは3,049メートルあり、ミシシッピ州では最長の公共滑走路である。1930年から運営されており、アトランタに毎日定期便が就航している。
世界恐慌のとき、維持費用が高かったので、市民はこの空港を放棄しようと考えたが、1935年に空港のマネジャーであるフレッドとアルのキー兄弟が空港の運営を続ける方法を考えた。1935年6月4日から7月1日まで連続して、兄弟は自家用機「オレ・ミス」で市の上空を飛行した。この27日間、653時間と34分の滞空記録を樹立し、十分な宣伝効果があって、空港を維持できる資金が集められた。キーフィールドはこの兄弟に因んで名付けられており、その滞空時間記録は今も破られていない。

### 高規格道路
州間高速道路
 州間高速道路20号線

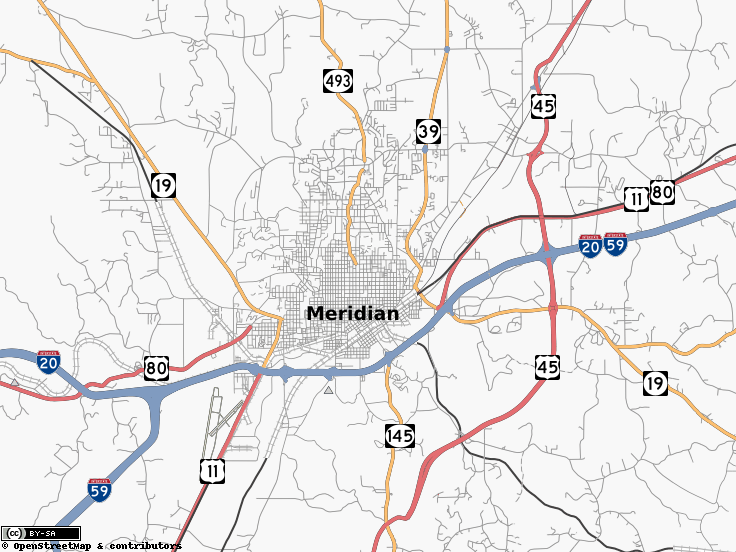
メリディアン市付近の高規格道路

西はミシシッピ州ジャクソンを通り、テキサス州ケント近くで終わる。東はアラバマ州タスカルーサを通り、サウスカロライナ州フローレンスで終わる

 州間高速道路59号線

市内で20号線と合流し、タスカルーサから北のジョージア州ワイルドウッドで終わる。南はハッティズバーグを通り、ルイジアナ州スライデルに至る
アメリカ国道
 アメリカ国道11号線

州間高速道路59号線に並行して南のニューオーリンズに至る。北はカナダ国境まで通じている

 アメリカ国道45号線

北はコロンバスを通ってカナダ国境まで通じ、南はクイットマン、アラバマ州モービルを経てメキシコ湾に至る

 アメリカ国道80号線

西はジャクソンからテキサス州ダラスに至り、東はアラバマ州デンポリスを経てジョージア州タイビー島、大西洋に至る
ミシシッピ州道
 ミシシッピ州道19号線

北はミシシッピ州ウェスト、南はアラバマ州境に至り、アラバマ州道10号線になる

 ミシシッピ州道39号線

メリディアンに始まり北のシュクアラクに至る

 ミシシッピ州道145号線

元アメリカ国道45号線、現在は数都市の代替路として存在する

 ミシシッピ州道493号線

メリディアンに始まり北のリンビルに至る

## 教育

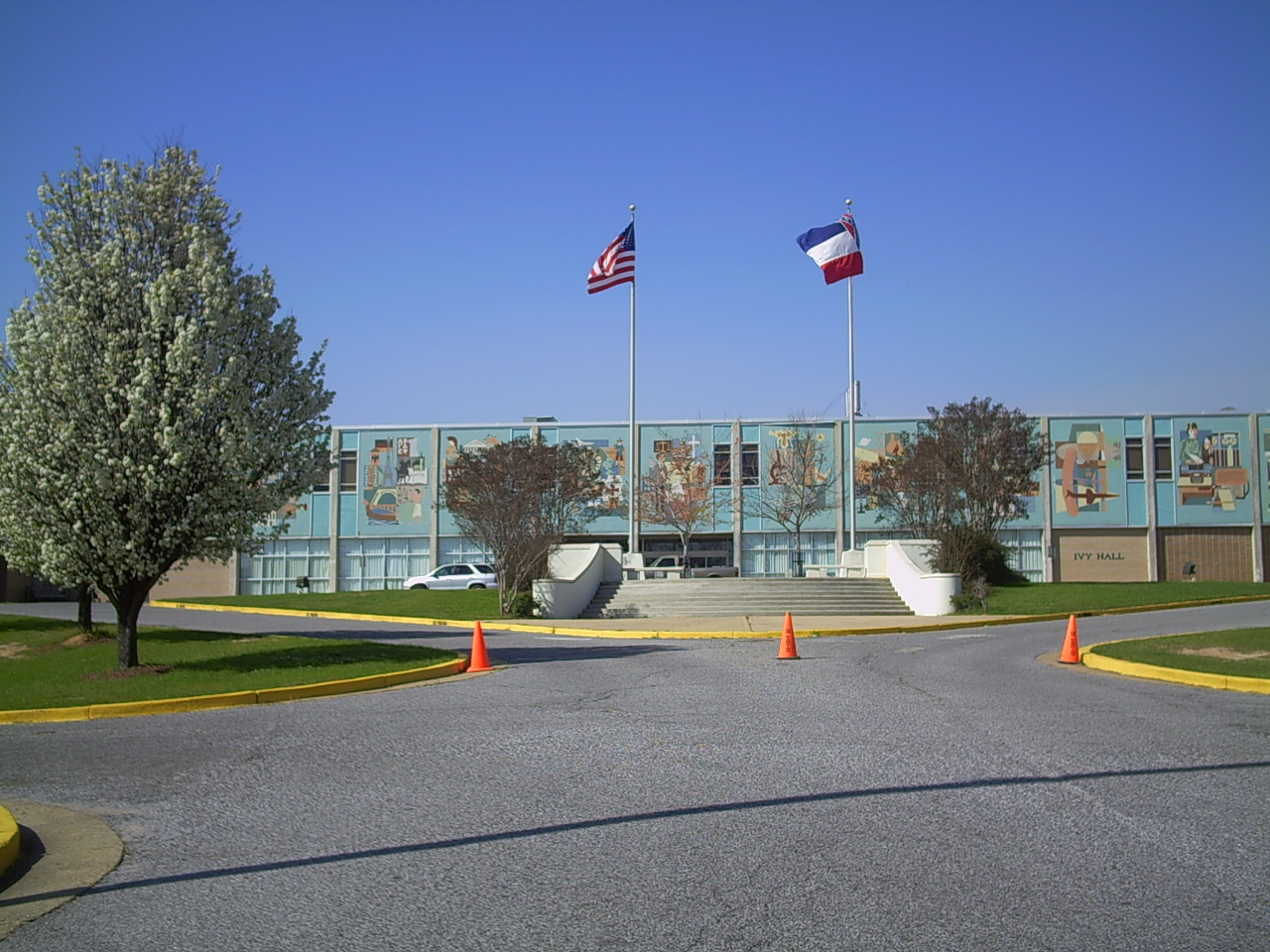
メリディアン・コミュニティカレッジ、1937年開校

メリディアンの初期公共教育は1870年制定のミシシッピ州憲法に基づいていた。1870年から1885年、市政委員会が指名した理事が、学校を運営する権限を持った教育委員会に仕えた。1884年以前にも市内には幾つかの学校があったが、民間の所有であり、入学者数は約400人に過ぎなかった。市が最初の公立学校を建設したのは1884年9月になってからだった。最初の黒人用公立学校は、セントポール・メソジスト教会から借用した建物を使った。ミシシッピ州議会は1888年1月に市の憲章を修正し、独自の教育学区を維持することを認め、同年3月には新しい公立学校を建設するために3万ドルの債券を承認した。この債券からウェクスラー学校が1894年に建設され、州内で初の黒人のために建てられた公立学校建築物となった。
この初期学区に後には幾らか追加があり、メリディアン公共教育学区が現在の大きさにまで成長した。現在は小学校6校、中学校3校、高校3校が入っている。市内には私立学校も幾らかある。ラマー学校、カルバリー・クリスチャン学校、コミュニティ・クリスチャン学校、セントパトリックス・カトリック学校である。学区の主要高校であるメリディアン高校のキャンパスは広さが37エーカー (0.15 km2) あり、6棟の建物に111の教室がある。10年生から12年生を教え、生徒数は約1,500人いる。
高等教育機関として、1937年に設立されたメリディアン・コミュニティカレッジがある。州道19号線北910にあり、メリディアン公共教育学区やローダーデール郡教育学区の卒業生、さらに郡内にすむ家庭内教育を受けた生徒に、授業料無料で4つの学期を提供している。当初はメリディアン・ジュニアカレッジと呼ばれ、メリディアン高校にあったが、1965年に現住所に移転した。人種統合法が成立した後、1970年に以前はアフリカ系アメリカ人を受け入れていたT・J・ハリス・ジュニアカレッジと合併した。メリディアン・コミュニティカレッジへの名称変更は1987年のことであり、「成長するコミュニティに提供する多様な機会を正確に反映するため」とされた。ミシシッピ州立大学も市内でキャンパスを運営している。2008年秋学期では州内33郡からの763人とアラバマ州からの数人が学んでいた。
市内7番通りと26番アベニューの角にメリディアン・ローダーデール郡公共図書館がある。当初市内には2つのカーネギー図書館があった。共に1913年に建設され、1つは白人用、1つは黒人用だった。1880年代にある婦人の集団がフォートナイトリー（隔週）本と雑誌のクラブを結成し、市のために図書館を建設する資金募集を始めた。彼女たちが集めクラブ内で共有した本は、後に図書館蔵書の基礎となった。図書館のための支持を広く集めたクラブは市の指導者イズラエル・マークスの協力を得て、全国的な慈善事業家アンドリュー・カーネギーに接触して資金の援助を求めた。黒人用図書館は13番通りと28番アベニューの角、セントポール・メソジスト教会が寄付した土地に建てられ、白人用図書館はメリディアン第一長老派教会の教会員が所有し1911年9月25日に市に売却した土地に建てられた。この黒人用図書館は、第一次世界大戦後まで州内唯一の黒人用図書館だった。また国内では黒人のために建設された唯一のカーネギー図書館だった。この2つの図書館が1967年まで使われていたが、1964年公民権法によって施設が統合され、蔵書を合わせて現在の場所に移転された。元の白人用図書館は改修され、1970年にメリディアン美術館に転換された。元の黒人用図書館は2008年5月28日に解体された。

## メディア

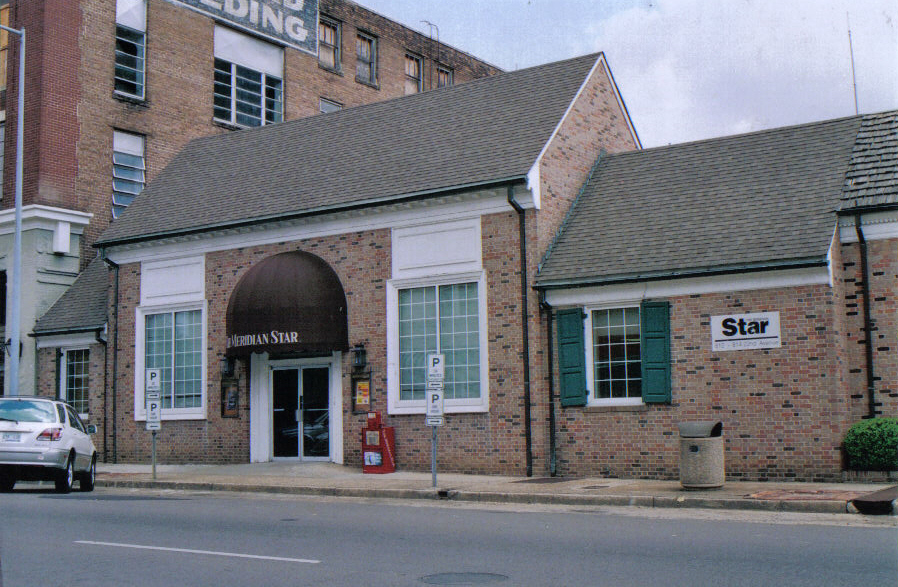
メリディアン唯一の日刊紙「ザ・メリディアン・スター」の本社

市内で印刷される唯一の日刊紙「ザ・メリディアン・スター」は,、1898年の創刊である。当初は「イブニング・スター」という紙名だったが、1915年に改名され、1921年から市内唯一の日刊紙となった。2010年3月時点の発行部数は12,000部である。ローダーデール郡の全体に加え、隣接するアラバマ州西部やミシシッピ州東部の一部で購読されている。
現在「ザ・メリディアン・スター」が市内で印刷される唯一の日刊紙であるが、過去には幾つかの新聞があった。1970年代には10ないし20頁の「メモ・ダイジェスト」が発行されていた。地域のアフリカ系アメリカ人に関する記事を集め、約5,000部が購読されていた。その他には、「カラード・メッセンジャー」、「ザ・ステイト」、「ザ・ウィークリー・マーキュリー」、「ザ・ブレイド」、「ウィークリー・エコー」、「フェア・プレイ」、「ヘッドライト」、「メリディアン・モーニング・サン」、「ティーチャー・アンド・プリーチャー」、「クラリオン」があった。
メリディアン市はメリディアン指定マーケット地域の主要市であり、この地域にはテレビを持つ72,180世帯が入っている。全国放送の系列局などを視聴できる。
メリディアン・アービトロン・ラジオマーケットの主要都市でもあり、12歳以上の人口は64,500人いる。FMラジオ局7局、AMラジオ局2局を聴取できる。

## 著名な出身者
メリディアンからは芸術などの分野で多くの著名人が輩出してきた。「カントリー・ミュージックの父」ジミー・ロジャーズは、1897年に市内で生まれた。ジミー・ロジャーズ博物館が市内にあり、1953年からはジミー・ロジャーズ祭が毎年の行事になっている。
クリス・エスリッジ（1947年2月10日 - 2012年4月23日）は、カントリー・ロック・バンドのギタリストである。インターナショナル・サブマリン・バンドやフライング・ブリトー・ブラザーズのメンバーであり、グラム・パーソンズと幾つかの曲を共作した。ナンシー・シナトラ、ジュディ・コリンズ、レオン・ラッセル、ジョニー・ウィンター、ランディ・ニューマン、ライ・クーダー、リンダ・ロンシュタット、バーズ、ジャクソン・ブラウン、ウィリー・ネルソンと共演した。ギタリストで作曲家のジョージ・カミングスは1938年にメリディアンで生まれ、ドクター・フック・アンド・ザ・メディスン・ショーの設立メンバーだった。デイビッド・ラフィンはテンプテーションズの元リードボーカルであり、周辺地域のワイノットで、その兄ジミー・ラフィンはやはり周辺地域のコリンズビルで生まれた.。バンド、パラモアのリードボーカル、ヘイリー・ウィリアムスも市内で1988年に生まれた。1970年代後半と1980年代初期のヒット曲「I Go Crazy」と「'65 Love Affair」で知られるシンガーソングライター、ポール・デイビスは市内で1948年に生まれた。音楽界から引退した後市内に戻り、2008年に心臓発作で死んだ。リズム・アンドブルースの名曲「Get Involved」で著名なシンガーソングライター、ジョージ・スーレはメリディアン住人であり、1945年の生まれである。シンガーソングライターのスティーブ・フォーバートは1954年に市内で生まれた。アイランド・デフ・ジャムのラッパー、ビッグ・K・R・T・Tはメリディアン生まれである。
小説家エドウィン・グランベリーは短編小説の秀作に与えられるO・ヘンリー賞を1932年に受賞した。メリディアン生まれである。グランベリーは30年間というもの「バズ・ソーヤー」という漫画を書いた。
「Amos 'n' Andy Show」で司会をしたアルビン・チルドレスは1907年に市内で生まれた。ダイアン・ラッドも1932年に市内で生まれた。セーラ・ウォードは1956年の生まれだった。
メリディアから幾人か運動選手が生まれ、その多くはプロのレベルまでいった。元メジャーリーグベースボールの投手デニス・レイ・"オイルカン"・ボイド、やはり投手のジェイ・パウェル、ニグロリーグ・ベースボールのキャッチャー、ポール・ハーディ、NBAバスケットボールのデリック・マッキーとジョージ・ウィルソンがメリディアン生まれである。
政界では、元ミシシッピ州選出アメリカ合衆国下院議員ジレスピー・V・モントゴメリー、元テネシー州知事ウィンフィールド・ダン、ルイジアナ州選出アメリカ合衆国下院議員ジョン・フレミングがいる。またミシシッピ州下院議員のグレッグ・スノーデンもメリディアン生まれである。
その他メリディアン生まれの著名人として、1986年ミス・アメリカのスーザン・エイキン、ウェストボロ・バプテスト教会の指導者フレッド・フェルプス、1964年ミシシッピ公民権運動家殺人事件の犠牲者ジェイムズ・チェイニー、メリディアンに本社があるピーベイ・エレクトロニクスの創設者ハートリー・ピーベイ、滞空時間最長記録の保持者であるフレッドとアルのキー兄弟がいる。アル・キーはメリディアン市の市長も務めた。
歌手のアル・ウィルソンは1939年6月にメリディアンで生まれた。ピューリッツァー賞受賞小説『アラバマ物語』の主要人物の1人、ディル・ハリスはメリディアン出身であり、ディルに家に関する記述に出てくる。AMCの番組『Hell on Wheels』の主人公カレン・ボハノンはメリディアン出身であり、タバコ農家であり、南北戦争では南軍の兵士になった。エミー賞を受賞した気象学者ビル・エバンスはメリディアン生まれであり、ここで初の放送の仕事を得た。